# San Girolamo (Filippino Lippi)
San Girolamo è un dipinto a olio su tavola di quercia (136x71 cm) di Filippino Lippi, databile al 1485 -  1490 e conservato nella Galleria degli Uffizi a Firenze.

## Storia
L'opera è ricordata dal Vasari e da Puccinelli nella Badia Fiorentina, in particolare nella cappella Ferrantini. L'identificazione venne avanzata da Igino Supino, che lesse anche due stemmi, Ferrantini a sinistra e del conte Ugo II di Toscana, benefattore della Badia, a destra, oggi non più visibili dopo che vennero rimossi dalla parte alta del dipinto durante un restauro novecentesco e messi agli angoli inferiori della cornice moderna.
Ne esiste una copia parziale al Museo Bardini e una copia scadente in una collezione privata.

## Descrizione e stile
Si tratta di una pala alta e stretta dedicata a san Girolamo, nell'iconografia del penitente nel deserto. Il santo è infatti rappresentato coperto di poveri stracci mentre prega un crocifisso che, in maniera piuttosto originale, è legato a un arbusto secco e posto di spalle rispetto allo spettatore. Gli attributi tipici di Girolamo sono nello sfondo: nella grotta si vedono il cappello cardinalizio buttato a terra e il libro, più lontano nel paesaggio si intravede il fedele leone.
Filippino si concentrò sulla figura dolente del santo, resa con pennellate veloci e pastose che sono tra i migliori esempi delle inquietudini che serpeggiavano a Firenze sul finire del secolo, che di lì a poco portarono a una vera e propria rottura con l'arte equilibrata e serena del Quattrocento. Il volto dolente e scavato, le mani in tensione, la solenne monumentalità del piede poggiato in terra, rimandano all'esempio delle vigorose figure di Andrea del Castagno.
La ricchezza dei dettagli vegetali, l'ambientazione umida e ombrosa, il legante atmosferico che ben si vede nel brano di paesaggio inondato di luce dorata, sono tutti stilemi derivati dall'esempio di Leonardo da Vinci, che Filippino reinterpretò secondo il suo stile personale, dando origine a una figura il cui tormento interiore sembra rispecchiarsi nel paesaggio.